# Cantone di Putumayo
Il cantone di Putumayo è un cantone dell'Ecuador che si trova nella provincia di Sucumbíos.
Il capoluogo del cantone è Puerto El Carmen de Putumayo.